# Rodrigues Alves, Acre
Rodrigues Alves là một đô thị thuộc bang Acre, Brasil. Đô thị này có diện tích 3305 km², dân số năm 2007 là 8540 người, mật độ 2,58 người/km².